# Мартинова Ольга Ісаківна
Ольга Ісаківна Мартинова (рос. Мартынова, Ольга Исаковна) (24 січня 1916 року, Хортиця — 24 вересня 2002 року, Москва) — фахівець в галузі хімії, доктор технічних наук, професор, завідувачка кафедри хімії (1960-1965), завідувач кафедри технології води та палива Московського енергетичного інституту (1966-1989). Почесний доктор Дрезденського технічного університету, Почесний доктор Будапештського технічного університету.

## Біографія
Народилася в 1916 році в українському селі Хортиця. Батько, Ісак Іванович Тіссен, мати — Катерина Андріївна Тіссен. У 1933 році Ольга Ісаківна закінчила хіміко-технологічний технікум у місті Запоріжжі. Працювала лаборантом на заводі «Електросталь», потім хіміком-лаборантом в лабораторії Дніпробуду. У 1937 році, переїхавши до Москви, вступила на роботу техніком у Всесоюзний науково-дослідний інститут «Водгео». У 1939 році поступила вчитися в Московський хіміко-технологічний інститут ім. Д. І. Менделєєва і продовжувала до 1942 року працювати в організації «Водгео».
По закінченні в 1944 році інституту працювала в Московському енергетичному інституті (МЕІ). З 1944 по 1946 рік була науковим співробітником кафедри хімії, одночасно викладала, потім перейшла працювати на кафедру технології води та палива (ТВТ). У 1952 році захистила кандидатську дисертацію за технологією води на електростанціях.
До 1960 року вела наукову та викладацьку роботу на кафедрі ТВТ, з 1960 по 1965 роки завідувала кафедрою хімії. У 1963 році захистила докторську дисертацію на тему: «Водяна пара високих параметрів як розчинник малолетучих неорганічних сполук». З 1966 року і до виходу на пенсію в 1989 році завідувала кафедрою ТВТ, де створила науково-педагогічну школу в галузі водного режиму на ТЕС і АЕС.
Співавтор чотирьох підручників і навчальних посібників для студентів, які навчаються за спеціальністю «технологія води і палива на теплових та атомних електричних станціях», автор понад трьохсот наукових статей і ряду монографій. Під її керівництвом захищено понад 60 кандидатських і докторських дисертацій. Автор понад 300 наукових і науково-методичних робіт.
У різний час була членом президії науково-методичної ради з вищої теплоенергетичної освіти, брала участь у роботі наукових рад при Державному комітеті з науки і техніки та Міненерго СРСР. Була також почесним професором Дрезденського і Будапештського технічних університетів, членом Асоціації німецьких інженерів, брала участь у роботі Міжнародної асоціації з властивостей води і водяної пари (CODATA).
Померла 24 вересня 2002 року.

## Родина
Двічі заміжня (Мартинов Володимир Костянтинович, Михайло Адольфович Стирикович). Двоє дочок.

## Праці
- Водяна пара високих параметрів як розчинник малолетучих неорганічних сполук : Автореферат дис. на здобуття наукового ступеня доктора технічних наук / Моск. вищ. і середовищ. спец. освіти РРФСР. Моск. ордена Леніна енергетичний інститут. Москва, 1963.
- Водні режими теплових і атомних електростанцій : [підручник для вузів за спеціальністю «Технологія води і палива на теплових і атомних електростанціях»] / Т. Х. Маргулова, О. В. Мартинова. — 2-е вид., випр. і доп. — Москва : Вища школа, 1987.
- Процеси при генерації пари, водопідготовці та горінні : міжвідомчий тематичний збірник / Моск. ен. ін-т; ред. О. В. Мартинова. — Москва : МЕІ, 1983. — 117 с.: іл. ; 20 див. — (Наукові праці / Моск. ен. ін-т ; № 20). Бібліогр. в кінці ст. У вип. дан. рік вид. 1984.

## Нагороди та звання
- Державна премія СРСР з науки і техніки (1989).
- Премія Ради Міністрів СРСР.
- Премія імені В. І. Ползунова АН СРСР (1980).